# Замок Бальсильяно
Замок Балсильяно (итал. Castello Balsigliano) находится на юге Италии. Расположен в провинции Бари, регион Апулия.
Замок был построен в X веке во времена, когда южная часть Италии входила в состав Византийской империи. Документы, в которых он впервые упоминается, были обнаружены в близлежащей базилике Святого Николая и датируются маем 962 г. В 988 г. Балсильяно разрушили сарацины. В 1092 г. граф Сицилии Рожер I восстановил замок и даровал его монашескому ордену бенедиктинцев. В XVI веке замок Балсильяно вновь был превращён в руины в ходе борьбы французов и испанцев за обладание территориями Италии.